# Campanario de Rabanera del Pinar
Campanario de Rabanera del Pinar fue probablemente una torre de vigía medieval. En este sentido, Tomás López, en su Diccionario Geográfico, dice: 
"... el campanario no tiene escaleras, por ser un ribazo de piedras y por su naturaleza está proporcionado para torre con altura suficiente, sin que el arte haya suplido nada...".

## Foto Campanario
Como curiosidad, decir que está exento de la iglesia (alejado de ella) y apoyado sobre una roca. 
Un lugar pintoresco, que se cree fue torre de vigía durante la época medieval y que en cuyo interior custodia dos campanas que, curiosamente, se voltean con el pie.        
Es en el donde se celebra el tradicional volteo debido a las fiestas patronales